# Olimarabidopsis umbrosa
Olimarabidopsis umbrosa là một loài thực vật có hoa trong họ Cải. Loài này được (Botsch. & Vved.) Al-Shehbaz, O'Kane & R.A. Price mô tả khoa học đầu tiên năm 1999.